# 坂田義朗
 坂田 義朗（さかた よしろう、1888年7月26日 - 1933年7月12日）は、日本の陸軍軍人。最終階級は陸軍大佐。

## 経歴
岐阜県出身。陸軍中央幼年学校を経て、1909年（明治42年）、陸軍士官学校（21期）卒業。歩兵少尉に任官。1919年（大正8年）11月、陸軍大学校（31期）卒業、歩兵第34連隊中隊長。サガレン州派遣軍参謀などを経て、1923年（大正12年）3月、参謀本部部員。1925年（大正14年）3月少佐、歩兵第37連隊大隊長。1927年（昭和2年）7月、朝鮮軍参謀。1928年（昭和3年）8月中佐、1929年（昭和4年）12月、陸軍兵器本廠付・軍事調査部調査班長。在任中の1930年（昭和5年）9月、桜会の結成に参加し、橋本欣五郎・樋口季一郎らとともに発起人となる。1932年（昭和7年）12月、関東軍参謀兼第4課長となり、翌1933年（昭和8年）3月大佐に昇進するが、同年7月12日、新京で病死した。

## 栄典
- 1910年（明治43年）2月21日 - 正八位[1]
- 1913年（大正2年）4月21日 - 従七位[2]
- 1918年（大正7年）5月20日 - 正七位[3]
- 1923年（大正12年）7月31日 - 従六位[4]
- 1928年（昭和3年）9月1日 - 正六位[5]